# Megan Anderson
Megan Anderson (Gold Coast, 11 de febrero de 1990) es una artista marcial mixta australiana, que fue excampeona peso pluma de Invicta FC. De 2008 a 2010, estuvo en el ejército australiano, en entrenamiento para convertirse en oficial. 

## Carrera de artes marciales mixtas

### Carrera temprana
En noviembre de 2013, Anderson hizo su debut profesional en MMA, perdiendo ante Zoie Shreiweis. A lo largo de los siguientes dos años Anderson aumentaría su récord a cuatro victorias y una derrota antes de firmar con Invicta Fighting Championships.

### Invicta FC
En su debut en 2015, Anderson enfrentó a Cindy Dandois en Invicta FC 14: Evinger vs. Kianzad. Perdió la pelea por sumisión (triangle choke). Anderson luego procedió a obtener tres victorias en la promoción.
El 14 de enero de 2017, Anderson enfrentó a Charmaine Tweet por el título interino peso pluma de Invicta FC. Ella ganó el combate por TKO en el segundo asalto. Anderson más tarde fue promovida del título interino a campeona indiscutible peso pluma.
Después de que UFC intentara contratarla, ella fue programada para defender su título indiscutible contra Helena Kolesnyk en Invicta FC 24 el 15 de julio de 2017. Pero el combate nunca tuvo lugar y Anderson fichó con UFC.

### Ultimate Fighting Championship
Anderson fue programada para hacer su debut contra Cris Cyborg en UFC 214 el 29 de julio de 2017. Sin embargo, Anderson abandonó la pelea el 27 de junio alegando "problemas personales". Ella fue reemplazada por Tonya Evinger.
Anderson enfrentó a Holly Holm el 9 de junio de 2018 en UFC 225. Perdió la pelea por decisión unánime.
Anderson se enfrentó a Cat Zingano el 29 de diciembre de 2018 en UFC 232. Ganó la pelea por nocaut técnico en la primera ronda después de que una patada a Zingano causara una lesión en el ojo que no le permitió continuar.
Anderson se enfrentó a Felicia Spencer el 18 de mayo de 2019 en UFC Fight Night 152. Perdió la pelea por sumisión en la primera ronda.

ESTADO CIVIL
casada con Franco Nicolas Martirena De la Cruz

## Campeonatos y logros
- Ultimate Fighting Championship
  - Actuación de la Noche (una vez)
  - Empatadas (con Cris Cyborg y Felicia Spencer) por la mayor cantidad de nocauts en la historia de la división de peso pluma femenino de UFC (2)

- Invicta Fighting Championships
  - Campeonato Mundial de Peso Pluma de Invicta FC (una vez)
  - Campeonato Mundial Interino de Peso Pluma de Invicta FC (Una vez)
  - Actuación de la Noche (tres veces)
  - Pelea de la Noche (una vez)

## Récord en artes marciales mixtas
| Récord profesional | Récord profesional | Récord profesional |
| 15 peleas          | 11 victorias       | 4 derrotas         |
| ------------------ | ------------------ | ------------------ |
| Nocaut             | 6                  | 0                  |
| Sumisión           | 3                  | 2                  |
| Decisión           | 2                  | 2                  |

| Resultado | Récord | Oponente               | Método                            | Evento                                    | Fecha                    | Ronda | Tiempo | Localización           | Notas                                                                       |
| --------- | ------ | ---------------------- | --------------------------------- | ----------------------------------------- | ------------------------ | ----- | ------ | ---------------------- | --------------------------------------------------------------------------- |
| Derrota   | 11–5   | Amanda Nunes           | Sumisión (llave de brazo)         | UFC 259                                   | 6 de marzo de 2021       | 1     | 2:03   | Las Vegas, Nevada      | Por el Campeonato de Peso Pluma de Mujeres de UFC.                          |
| Victoria  | 11–4   | Norma Dumont           | KO (puñetazo)                     | UFC Fight Night: Benavidez vs. Figueiredo | 29 de febrero de 2020    | 1     | 3:31   | Norfolk, Virginia      |                                                                             |
| Victoria  | 10–4   | Zarah Fairn dos Santos | Sumisión (triangle choke)         | UFC 243                                   | 5 de octubre de 2019     | 1     | 3:57   | Melbourne              |                                                                             |
| Derrota   | 9–4    | Felicia Spencer        | Sumisión (rear naked choke)       | UFC Fight Night: dos Anjos vs. Lee        | 18 de mayo de 2019       | 1     | 3:24   | Rochester, Nueva York  |                                                                             |
| Victoria  | 9–3    | Cat Zingano            | TKO (lesión de ojo)               | UFC 232                                   | 29 de diciembre de 2018  | 1     | 1:01   | Inglewood, California  |                                                                             |
| Derrota   | 8–3    | Holly Holm             | Decisión (unánime)                | UFC 225                                   | 9 de junio de 2018       | 3     | 5:00   | Chicago, Illinois      |                                                                             |
| Victoria  | 8–2    | Charmaine Tweet        | TKO (golpes y patada a la cabeza) | Invicta FC 21: Anderson vs. Tweet         | 14 de enero de 2017      | 2     | 2:05   | Kansas City, Misuri    | Ganó el Campeonato Interino Peso Pluma de Invicta FC; Actuación de la Noche |
| Victoria  | 7–2    | Peggy Morgan           | TKO (golpes)                      | Invicta FC 18: Grasso vs. Esquibel        | 29 de julio de 2016      | 1     | 4:09   | Kansas City, Misuri    | Actuación de la Noche.                                                      |
| Victoria  | 6–2    | Amanda Bell            | TKO (patada a la cabeza y golpes) | Invicta FC 17: Evinger vs. Schneider      | 7 de mayo de 2016        | 1     | 5:00   | Costa Mesa, California | Actuación de la Noche.                                                      |
| Victoria  | 5–2    | Amber Leibrock         | TKO (rodillazo y golpes)          | Invicta FC 15: Cyborg vs. Ibragimova      | 16 de enero de 2016      | 3     | 2:33   | Costa Mesa, California | Pelea de la Noche.                                                          |
| Derrota   | 4–2    | Cindy Dandois          | Sumisión (triangle choke)         | Invicta FC 14: Evinger vs. Kianzad        | 12 de septiembre de 2015 | 2     | 2:41   | Kansas City, Misuri    |                                                                             |
| Victoria  | 4–1    | Zoie Shreiweis         | Sumisión (armbar)                 | Roshambo MMA 4                            | 6 de diciembre de 2014   | 1     | 1:32   | Brisbane, Queensland   | Ganó el vacante campeonato peso pluma de Roshambo MMA.                      |
| Victoria  | 3–1    | Jodie Struzik          | Sumisión (rear-naked choke)       | Nitro MMA 12                              | 11 de octubre de 2014    | 2     | 0:30   | Logan City, Queensland |                                                                             |
| Victoria  | 2–1    | Kerry Barrett          | Decisión (mayoritaria)            | Roshambo MMA 3                            | 26 de julio de 2014      | 3     | 3:00   | Brisbane, Queensland   |                                                                             |
| Victoria  | 1–1    | Janay Harding          | Decisión (unánime)                | FightWorld Cup 17                         | 12 de abril de 2014      | 3     | 3:00   | Gold Coast             |                                                                             |
| Derrota   | 0–1    | Zoie Shreiweis         | Decisión (mayoritaria)            | FightWorld Cup 16                         | 16 de noviembre de 2013  | 3     | 2:08   | Gold Coast             |                                                                             |